# Stelis anolis
Stelis anolis är en orkidéart som beskrevs av Carlyle August Luer. Stelis anolis ingår i släktet Stelis och familjen orkidéer. Inga underarter finns listade i Catalogue of Life.